# スティーヴン・キャフリー
スティーヴン・キャフリー（英: Stephen Caffrey, 1959年9月27日 - ）は、アメリカ合衆国の俳優である。

## 来歴
アイルランド系アメリカ人の7人兄弟の5男としてオハイオ州クリーブランドに生まれる。
17歳の時に家族とともにシカゴへ移住し、高校を卒業する頃には友人たちと劇団を結成する。ニューヨークやロサンゼルスを拠点として舞台俳優として活動する傍ら、テレビドラマにも出演するようになった。1984年からはABCのソープオペラ『オール・マイ・チルドレン』でアンドリュー・プレストン・コートランド役を演じ、1985年にデイタイム・エミー賞ドラマシリーズ部門若手男優賞にノミネートされる。
1987年にはベトナム戦争を描いたCBSのテレビシリーズ『グッドラック・サイゴン』でマイロン・ゴールドマン中尉役に起用され、番組が完結するまで3シーズンにわたって主演を務めた。その後はABCのサスペンスドラマ『刑事コロンボ』のエピソード「殺人講義」でゲイリー・ハーシュバーガーとともに犯人役を演じたほか、CBSのミステリードラマ『ジェシカおばさんの事件簿』やNBCのシットコム『となりのサインフェルド』などにもゲスト出演して印象を残す。
1994年にナサニエル・ホーソーンの小説『緋文字』がオフ・ブロードウェイで舞台化された際には、オリジナルキャストとして主人公のアーサー・ディムズデール役を演じた。2000年代以降はサンフランシスコにあるアメリカン・コンサーバトリー劇場の舞台に定期的に立ち、ヘンリック・イプセン作『人形の家』やトム・ストッパード作『リアル・シング』、ハーレー・グランヴィル＝バーカー作『ボイシーの遺産』などの作品に出演している。

## 出演作品

### 映画
| 公開年 | 邦題 原題                                     | 役名                   | 備考 |
| ------ | --------------------------------------------- | ---------------------- | ---- |
| 1987   | NAM/地獄の突破口 Tour of Duty                 | マイロン・ゴールドマン |      |
| 1989   | ロングタイム・コンパニオン Longtime Companion | ファジー               |      |
| 1992   | 夢を生きた男/ザ・ベーブ The Babe              | ジョニー・シルベスター |      |
| 1999   | クロッシング Blowback                         | ノーウッド             |      |

### テレビドラマ
| 放映年    | 邦題 原題 | 役名                                      | 備考                                   |
| --------- | --- | ----------------------------------------- | -------------------------------------- |
| 1984-1985 | オール・マイ・チルドレン All My Children                                                                          | アンドリュー・プレストン・コートランド    | 13エピソード                           |
| 1987-1990 | グッドラック・サイゴン Tour of Duty                                                                               | マイロン・ゴールドマン                    | 58エピソード                           |
| 1990      | 刑事コロンボ Columbo                                                                                              | ジャスティン・ロウ                        | エピソード 「殺人講義」                |
| 1990-1993 | ジェシカおばさんの事件簿 Murder, She Wrote                                                                        | アレックス・セレツ / ジョナサン・ベーカー | 2エピソード                            |
| 1991      | L.A.ロー 七人の弁護士 L.A. Law                                                                                    | デヴィッド・シェイファー                  | Episode: "The Beverly Hills Hangers"   |
| 1992-1993 | Dr.マーク・スローン Diagnosis: Murder                                                                             | ジャック・パーカー                        | 2エピソード                            |
| 1992      | 恐竜家族 Dinosaurs                                                                                                | スキャビー                                | 声の出演 Episode: "Leader of the Pack" |
| 1994      | インディ・ジョーンズ/若き日の大冒険 ハリウッドの愚者たち The Adventures of Young Indiana Jones: Hollywood Follies | ジョン・フォード                          | テレビ映画                             |
| 1995      | 女医 Nothing Lasts Forever                                                                                        | ジェイソン・カーティス                    | テレビ映画                             |
| 1995      | LEVEL4 Virus | タッド                                    | テレビ映画                             |
| 1995      | となりのサインフェルド Seinfeld                                                                                   | アーニー                                  | Episode: "The Yada Yada"               |
| 1997      | 生理 Buried Alive II                                                                                              | ランディ・ラスキン                        | テレビ映画                             |
| 1997      | ザ・プラクティス ボストン弁護士ファイル The Practice                                                              | マーティ・アンドルマン                    | Episode: "Betrayal"                    |
| 1998      | プロファイラー/犯罪心理分析官 Profiler                                                                            | マイケル・ウェストモア                    | Episode: "The Monster Within"          |
| 1999      | プロビデンス Providence                                                                                           | ベル                                      | 2エピソード                            |
| 2005      | CSI:マイアミ CSI: Miami                                                                                           | ゲイリー・ホール                          | Episode: "Nailed"                      |
| 2019      | NCIS 〜ネイビー犯罪捜査班 NCIS                                                                                    | ケヴィン・ブラディッシュ                  | Episode: "Bears and Cubs"              |
| 2021      | BOSCH/ボッシュ Bosch                                                                                              | アンドリュー・パターソン                  | Episode: "Workaround"                  |